# India Abroad

India Abroad — американская еженедельная англоязычная газета. Специализируется на новостях для индийской диаспоры США. Называет себя «старейшей индийской газетой, публикуемой в Северной Америке». Ежегодно India Abroad присуждает премию India Abroad Person of the Year.
Газета India Abroad была основана в 1970 году Гопалом Раджу — американским издателем индийского происхождения. Под руководством Раджу, India Abroad стало уважаемым изданием, пользующимся доверием со стороны индийской общины в США. Влиятельный британский журнал The Economist назвал India Abroad изданием «необычайно высокого качества».
В апреле 2001 года Раджу продал India Abroad порталу Rediff.com.
С 2002 года India Abroad ежегодно присуждает премию India Abroad Person of the Year. Ниже следует список лауреатов.
| Год  | Лауреат                 | Род деятельности                                        | Ист. |
| ---- | ----------------------- | ------------------------------------------------------- | ---- |
| 2002 | Свати Дандекар          | политик                                                 |      |
| 2003 | Сонал Шах               | основатель Indicorps                                    |      |
| 2004 | Мохини Бхардвадж        | гимнаст                                                 |      |
| 2005 | Бобби Джиндал           | политик                                                 |      |
| 2006 | Индра Нуйи              | председатель совета директоров и президент PepsiCo      |      |
| 2007 | Мира Наир               | кинорежиссёр                                            |      |
| 2008 | Фарид Закария           | журналист, писатель, телеведущий                        |      |
| 2009 | Венкатраман Рамакришнан | учёный, лауреат Нобелевской премии по химии за 2009 год |      |